# Облога іранського посольства

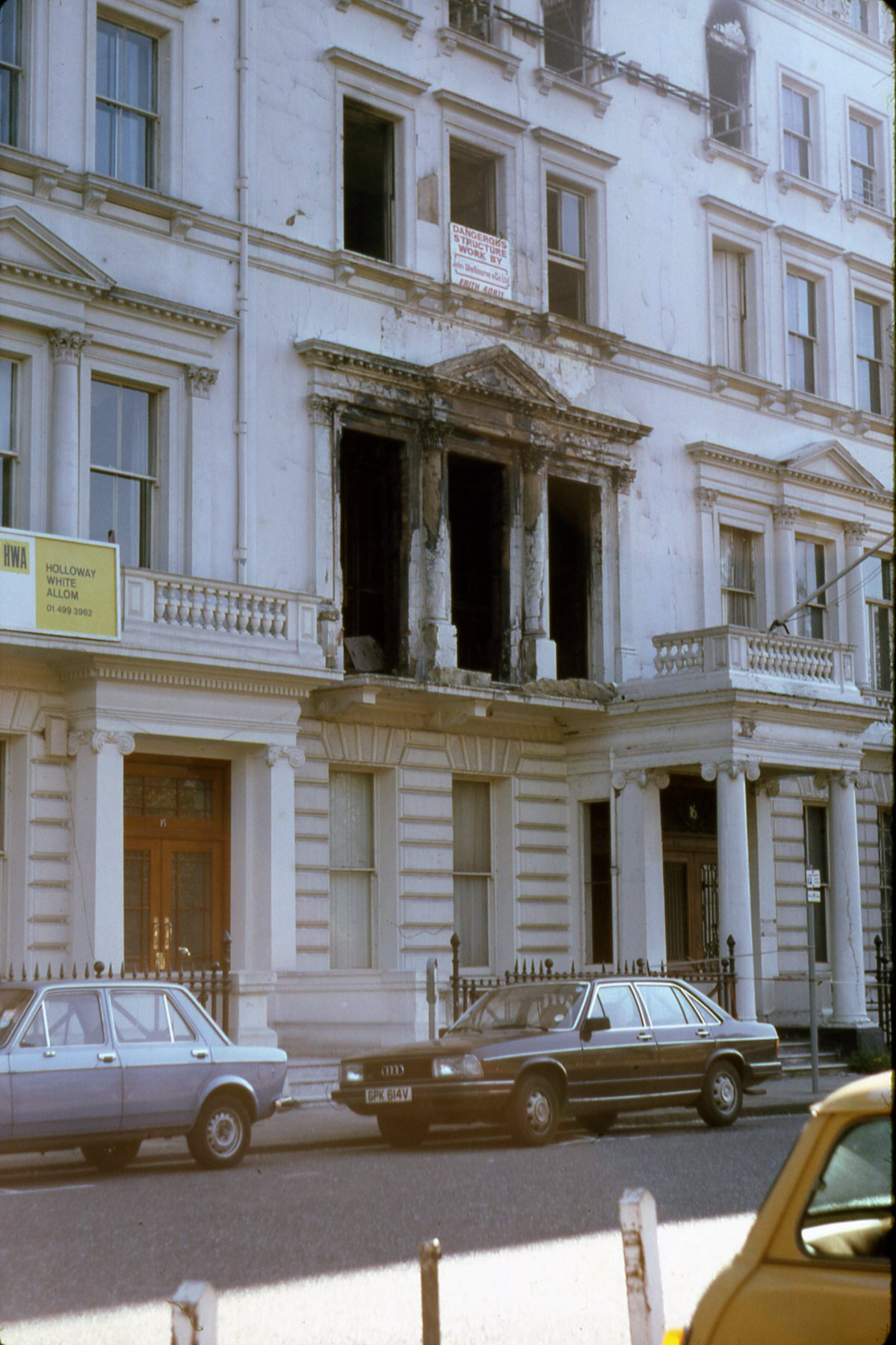
Будівля посольства Ірану після штурму (на фасаді помітні сліди пожежі)

Облога іранського посольства в Лондоні (Операція «Німрод») — бойова операція британських спецслужб та спецпідрозділу SAS зі звільнення заручників з посольства Ірану в Лондоні. Проходила з 30 квітня по 5 травня 1980 року, після того як група із шести озброєних чоловіків увірвалися в іранське посольство в Південному Кенсінґтоні.

## Захоплення будівлі
Бойовики взяли в заручники 26 осіб, в основному співробітників посольства, кількох відвідувачів і поліцейського, який охороняв посольство. Терористи, члени арабської організації «Демократичний рух за звільнення Арабістану» («Democratic Revolutionary Movement for the Liberation of Arabistan»), які добивались здобуття незалежності південного іранського регіону, провінції Хузестан. Вони висунули вимоги звільнити арабських ув'язнених з в'язниць в Хузестані і надати коридор для безпечного виходу зі Сполученого Королівства.
Протягом перших днів, поліцейські-переговорники домоглися звільнення п'яти заручників в обмін на незначні поступки, такі як надання змоги терористам зробити заяву на британському телебаченні.

## Штурм і звільнення заручників
На шостий день облоги бойовики, розчаровані, що їх вимоги не були задоволені, вбили одного з заручників і викинули його тіло з посольства. Після цієї події британський уряд дав наказ бійцям SAS готувати штурм будівлі.
У ході спецоперації, яка тривала 17 хвилин, SAS врятували всіх, крім одного з решти заручників і вбили п'ять з шести терористів.
Згодом військових звинуватили в тому, що вони умисно вбили двох терористів, які вже не представляли небезпеки, але слідство не підтвердило звинувачення. Терорист, що вижив, був засуджений до 27 років ув'язнення.